# Торпедна перфорація свердловин
Торпедна перфорація свердловин належить до вибухових методів перфорування вибоїв свердловин і здійснюється апаратами, що спускаються на кабелі. Відрізняється від кульової перфорації тим, що для пострілу використовують розривний снаряд, з підривником уповільненої дії. Маса внутрішнього заряду ВР одного снаряда становить 5 г. Апарат складається з секцій, у кожній з яких є по два горизонтальні стовбури. Снаряд має детонатор накального типу. Після зупинки снаряда відбувається вибух внутрішнього заряду, у результаті чого відбувається розтріскування оточуючої породи. Маса ВР однієї камери — 27 г. Глибина каналів за результатами випробувань становить 100—160 мм, діаметр каналу  22 мм. На 1 м довжини фільтра зазвичай пробивають не більше чотирьох отворів, так як при торпедній перфорації бувають випадки руйнування обсадних колон.
Торпедування у свердловині являє собою вибух, що відбувається за допомогою торпеди (заряду вибухової речовини). Торпеда крім заряду вибухової речовини містить засоби для вибуху: підривник, що складається з електрозапалу та чутливого до вибуху капсуля-детонатора, шашку вибухової речовини, що посилює початковий імпульс детонації.
Торпеду спускають у свердловину на каротажному кабелі, жилу якого використовують для приведення в дію підривника та всього заряду торпеди.
Торпедування застосовують для руйнування порід продуктивних пластів: утворення в них тріщин для кращої віддачі нафти або газу, а також з метою обриву або струсу прихоплених бурильних, обсадних та насосно-компресорних труб, для роздроблення металевих предметів на вибої свердловини (шарошок, долот тощо). Іноді торпедування застосовують з метою видалення піщаних корків, що утворилися в стовбурі свердловини, очищення привибійної зони від глинистих осадів, очищення фільтра, пробивання вікна в обсадній колоні для буріння нового стовбура тощо.